# 1719
1719 (MDCCXIX) fue un año común comenzado en domingo según el calendario gregoriano.

## Acontecimientos
- 12 de enero:  Tydal, en la región de Trøndelag (Noruega), en el marco de la Gran Guerra del Norte (1700-1721), mueren congelados por tormenta de nieve unos 4000 soldados carolinos (del rey Carlos XI y Carlos XII).
- En Inglaterra se publica la novela Robinson Crusoe de Daniel Defoe.
- 10 de junio: Batalla de Glenshiel entre las fuerzas realistas británicas y los rebeldes jacobitas, apoyados por nacionalistas escoceses y un batallón de infantes de marina españoles.
- 29 de noviembre: El papa Clemente XI nombra cardenal a Luis Antonio de Belluga y Moncada.
- Paz de Coímbra
- Batalla del Cabo de San Vicente

## Nacimientos
- Francisco Mariano Nifo, periodista español.
- 3 de enero: Francisco José Freire, historiador portugués. (f. 1773)
- 28 de junio: Étienne François Choiseul, diplomático y político francés (f. 1785)
- 27 de septiembre: Abraham Gotthelf Kästner matemático alemán.
- 12 de octubre: Ignaz Franz, teólogo alemán (f. 1790).
- 14 de noviembre: Leopold Mozart, músico austriaco (f. 1787)

## Fallecimientos
- 7 de abril: Jean-Baptiste de la Salle, sacerdote y pedagogo francés (n. 1651)
- 21 de abril: Philippe de la Hire matemático y astrónomo francés (n. 1640)
- 21 de julio: María Luisa Isabel de Orleans, duquesa de Berry, hija predilecta de Felipe II de Orleans (n. 1695
- 22 de julio: Giovanni Gioseffo Dal Sole, pintor italiano (n. 1654)
- 6 de septiembre: Carlo Cignani, pintor italiano (n. 1628)
- 29 de septiembre: Jean Orry, economista y político francés (n. 1652).
- 20 de diciembre: Domingos Rodrigues, cocinero y tratadista culinario portugués (n. 1637).
- Benjamin Hornigold, pirata inglés.